# Schweizer Badmintonmeisterschaft 1965
Die Schweizer Badmintonmeisterschaft 1965 fand in St. Gallen statt. Es war die elfte Austragung der nationalen Titelkämpfe im Badminton in der Schweiz.

## Titelträger
| Disziplin    | Sieger                           |
| ------------ | -------------------------------- |
| Herreneinzel | Heinz Honegger                   |
| Dameneinzel  | Vreni Schkölzinger               |
| Herrendoppel | Albert Bodmer Hans-Peter Conzett |
| Damendoppel  | Vreni Schkölzinger Heidi Müller  |
| Mixed        | Albert Bodmer Heidi Müller       |